# Barking
Barking este un cartier în estul Londrei, Anglia. Pâna în 1965 Barking a fost un oraș de sine stătător, după care a fost contopit în actualul burg londonez Barking and Dagenham.